# Bambitious Nara
Il Bambitious Nara (バンビシャス奈良) è una società cestistica avente sede a Nara, in Giappone. Fondata nel 2013, gioca in B.League.

## Storia
Il Bambitious Nara è una squadra di pallacanestro giapponese fondata a Nara nel 2013. Ha partecipato in Bj league dal 2013 al 2016. Attualmente gioca in B2 League, la seconda serie del campionato giapponese di pallacanestro.